# Strzyska Góra
Der Góra Strzyska (deutsch Strießberg, kaschubisch Strzëżskô Górô) ist eine 105 Meter hohe Erhebung in Danzig in Polen. Er liegt auf dem Gebiet des Stadtbezirks Wrzeszcz Górny (Langfuhr). Er ist die höchste Erhebung zwischen dem Tal der Strzyża (Strießbach) und dem Jaśkową Doliną (Jäschkental).

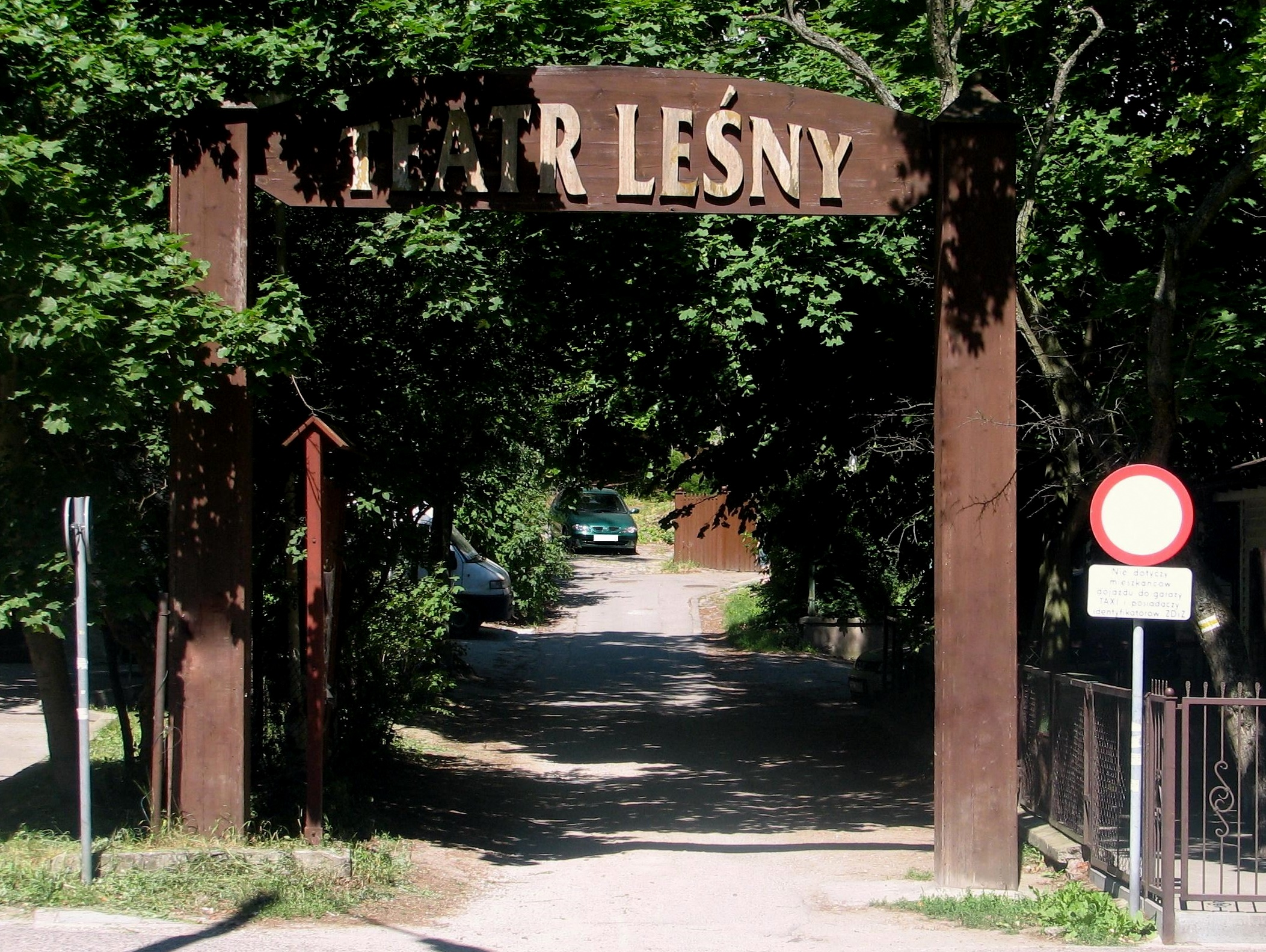
Tor zur Waldbühne

Vor 1945 lag er an der Grenze der Stadt Danzig zum Kreis Danziger Höhe. An seinem Fuß liegt die Waldbühne (Teatr Leśny) und der Danziger Zentralfriedhof (Cmentarz Centralny Srebrzysko).